# Adamant
Adamant (alternativt adamantium, adamantit) är ett generellt begrepp åsyftande ett hårt material. I dagligt tal är betydelsen ungefär orubblig eller obeveklig. Härstammar från det grekiska ordet adamos, som betyder otämjbar. Adamant förekommer även som ett konkret material inom fantasy och science fiction, men det finns inget verkligt ämne som har detta som vetenskapligt namn.

## Marvels universum
I Marvels universum förekommer ofta adamant eller adamantium. Legeringens främsta egenskap är dess tålighet. Det finns flera olika sorters adamant.Flera hjältar och skurkar har varit förstärkta med legeringen på något vis. Den mest kända karaktären är troligen Wolverine.

### Exempel
- Wolverine i Marvel Universe har ett skelett av adamantium[2]
- Hammerheads skalle är kirurgiskt förstärkt med adamantium[4]